# Доманюв (гмина)
Доманюв (пол. Domaniów) — сельская гмина (волость) в Польше, входит как административная единица в Олавский повет, Нижнесилезское воеводство. Население — 5290 человек (на 2004 год).

## Демография
| Перепись                       | Всего   | Всего | Женщины | Женщины | Мужчины | Мужчины |
| ------------------------------ | ------- | ----- | ------- | ------- | ------- | ------- |
| Единицы                        | человек | %     | человек | %       | человек | %       |
| Население                      | 5290    | 100   | 2661    | 50,3    | 2629    | 49,7    |
| Плотность населения (чел./км²) | 56,1    | 56,1  | 28,2    | 28,2    | 27,9    | 27,9    |

## Сельские округа
1. Бжезимеж
2. Хвастница
3. Данелёвице
4. Доманюв
5. Генсице
6. Гощына
7. Гродзишовице
8. Янкув
9. Коньчице
10. Кухары
11. Кужонтковице
12. Пелчице
13. Пискожув
14. Пискожувек
15. Польвица
16. Радловице
17. Радошковице
18. Скшипник
19. Свойкув
20. Вежбно
21. Вышковице
22. Доманювек
23. Гостковице
24. Куны
25. Теодорув

## Соседние гмины
1. Гмина Борув
2. Гмина Олава
3. Гмина Стшелин
4. Гмина Свента-Катажина
5. Гмина Вёнзув
6. Гмина Журавина